# 上海外来人口问题

普陀區M50創意園的塗鴉

本条目讨论自2000年代后期以来，因外来人口涌入上海市的而导致的社会问题和矛盾。外来人口问题主要包括外来人口犯罪率较本地居民为高、犯罪增长率高、文化和价值取向冲突、城市资源负担加重、本地文化和本地語言式微，及由以上所导致的本地居民与外来人口的相互批评、对立、网络論战等。

## 人口压力
| 人口（万人） |

| 注：2010年户籍人口因人口普查数据公开部分未包含，故暂缺 |
| （来源：上海市统计局 ）                                |

近年上海持续快速发展，对城市的资源环境、公共服务能力、可持续发展形成巨大压力。尽管明确了人口控制政策、采取了诸多措施，但受经济增长压力、管理体制不顺、功能疏解难度大等因素，实现控制人口规模的目标面临诸多难题。
据上海社会科学院统计数据显示，1993年到2012年，上海常住人口从1381万增加到2380万，平均每年新增52.6万，年均增长2.9％。《2014年上海市国民经济和社会发展统计公报》显示，至2014年末，全市常住人口总数达2425.68万，较上年增加10.53万人。按城镇用地计算，上海每平方公里聚集人口已高达9589人，中心城区常住人口密度每平方公里已超过1.6万人，是东京的1.3倍、纽约的1.7倍、伦敦和巴黎的3.9倍，上海医院的实际出生人口显示，外来出生人口已超户籍出生人口，占全市出生人口的51.2%。另据公安部门统计，上海全市现有来沪人员1100.09万人。其中，共办理《上海市居住证》107.14万人，办理临时居住证456.02万人，未办证者达到536.93万人。上海的土地、水、能源、公共设施、教育医疗资源等承载能力面临饱和的危机。如不采取有效调控措施，2020年上海常住人口恐将超过《上海市主体功能区规划》中全市常住人口总量2650万的人口规划目标，2030年将达3000万人左右。
于2015年12月24发布的《中共上海市委关于制定上海市国民经济和社会发展第十三个五年规划的建议》中明确，上海把常住人口不超过2500万作为长期调控目标。上海市委研究室相关负责人说，特大城市发展中的许多问题，都和人口集聚过多密切相关，尤其是生态环境、基础设施、公共服务、运营安全等都难以承受。业内专家指出，在控制人口无序增长的同时，也应当增加公共基建的供给侧投入。

## 相关政策
| 政策一览                                          | 公布日期       | 施行日期      | 修正日期       | 失效日期       | 效力状况 |
| ------------------------------------------------- | -------------- | ------------- | -------------- | -------------- | -------- |
| 上海市外来寄住户口管理试行办法                    | 1984年11月28日 | 1985年1月1日  | -              | 1988年7月1日   | 失效     |
| 上海市暂住人口管理规定                            | 1988年6月17日  | 1988年7月1日  | -              | 1997年9月23日  | 失效     |
| 上海市单位使用外地劳动力管理规定                  | 1993年12月18日 | 1994年2月1日  | 1997年12月19日 | 2007年11月30日 | 失效     |
| 上海市蓝印户口管理暂行规定                        | 1993年12月23日 | 1994年2月1日  | 1998年10月26日 | 2002年4月1日   | 失效     |
| 上海市流动人口卫生防疫管理暂行规定                | 1994年8月23日  | 1994年10月1日 | 2010年12月20日 | 2014年6月4日   | 失效     |
| 上海市流动人口计划生育管理暂行规定                | 1994年9月15日  | 1994年11月1日 | -              | 1998年9月17日  | 失效     |
| 上海市外来流动人员管理条例                        | 1996年10月3日  | 1997年1月1日  | -              | 2010年7月30日  | 失效     |
| 上海市外来流动人员计划生育管理办法                | 1998年9月17日  | 1998年9月17日 | -              | 2012年3月1日   | 失效     |
| 上海市外来流动人员租赁房屋治安管理办法            | 1998年9月17日  | 1998年12月1日 | 2002年11月18日 | 2010年12月20日 | 失效     |
| 引进人才实行《上海市居住证》制度暂行规定          | 2002年4月30日  | 2002年6月15日 | -              | 2013年7月1日   | 失效     |
| 上海市外来从业人员综合保险暂行办法                | 2002年7月22日  | 2002年9月1日  | 2004年8月30日  | -              | 有效     |
| 上海市居住证暂行规定                              | 2004年8月30日  | 2004年10月1日 | -              | 2013年7月1日   | 失效     |
| 持有《上海市居住证》人员申办本市常住户口 试行办法 | 2009年2月12日  | 2009年2月12日 | -              | 2012年2月12日  | 失效     |
| 上海市流动人口计划生育工作规定                    | 2011年12月22日 | 2012年3月1日  | -              | -              | 有效     |
| 上海市居住证管理办法                              | 2013年5月28日  | 2013年7月1日  | -              | 2018年12月1日  | 失效     |
| 上海市居住证积分管理试行办法                      | 2013年6月13日  | 2013年7月1日  | -              | 2015年6月30日  | 失效     |
| 上海市居住证积分管理办法                          | 2015年7月15日  | 2015年7月1日  | -              | 2018年6月30日  | 失效     |
| 上海市居住证管理办法                              | 2017年12月1日  | 2018年1月1日  | -              | -              | 有效     |

## 生存环境

### 教育
截至2009年12月，在上海接受义务教育的外来人口子女总数为42万人，占全市义务教育阶段学生总数36%。预计到2015年，上海本地居民及外来人员随迁子女相加，学前与义务教育阶段的适龄学生将达212万，按通行的班级人数配置，将产生约2万个班级的缺口，上海教育资源紧缺状况或在相当长的时间为常态。2011年—2013年期间，上海“入园难”、“入学难”问题日益凸显，并将会顺次延伸到初中、高中。

### 医疗
随外来就业、就医人员的涌入，本地居民的就医环境不断恶化，使部分上海本地居民对现况感到不满。上海每万人口医生数和医院床位数，已经从1993年的42人和49张，下降至2000年的31人和45张，2011年进一步下降到22人和37张。“看病难”现象愈演愈烈，特别是三级医院，医疗资源更为紧张。
在浦东新区与闵行、嘉定、松江等外来出生人口较为集中的区域已经出现妇幼保健资源配置失衡、妇幼保健人力资源紧缺等现象，产科床位比都大大低于全市的平均水平，最低的床位比仅0.155张，这些区的产科医护人员比也都低于全市的平均水平。
另外为了控制大量非常住外来孕妇的涌入，农工党上海市委于2015年上海两会期间建议，上海应积极调控外来非常住出生人口的数量。严格执行外来孕妇在沪建立孕产妇保健卡的要求，并提高外来非常住人口在沪住院分娩的收费标准。
2010年，上海警方侦破由外来不法人员利用上海中老年人爱贪小便宜的心理，通过租借他人社保卡配药后倒卖牟利，造成上海市社保基金损失近500万元的新型案件。

### 住房
上海房租价格连年上涨使刚毕业参加工作、从事低技能劳动等低收入外来人员在上海难以独立租房，在此背景之下产生了将房屋分割出租，居改非等政府明令禁止的群租现象。群租虽可减轻外来人口的经济负担，但亦带来了消防隐患、刑事案件高发等问题。群租房屋内空间狭小、杂物堆积、水电煤管线私接、乱接等现象普遍，或带来火灾、触电、煤气中毒等人身伤害事之危险。另，群租房内易产生矛盾纠纷、寻衅滋事、盗窃、伤人等刑事案件。
2011年10月1日上海正式颁布《上海市居住房屋租赁管理办法》，对群租现象进行整治，但克扣押金、隔断群租、不备案经营等问题仍时有发生。群租房对象多为外来人员，其要求复杂，因遭遇侵权后并无太多时间和精力投诉，故多数人的忍让态度可谓纵容了租房市场的乱象。
因规划不合理，上海将外来人口导入九大新城的计划未能实现，大量外来人口涌入中心城区以外的农村自然村，对当地造成相当的社会治安问题。上海市统计局于2014年4月公布的调查数据显示，来沪的外来人员中有逾四成希望定居上海，住房也成了最大的问题。

## 就业问题
随外地来沪人口数量上升，本地居民就业压力亦不断增加。第六次全国人口普查数据显示，上海市外来在业人口占全部在业人口的比重为52.6%，本市户籍在业人口则为47.4%，这给全市的就业、社保、社会管理等方面带来新的挑战。2013年，上海80后外来人员人数已超过上海本地户籍青年，且多以初高中文化程度为主。尽管80后外来人员受教育程度较80前外来人员有所提高，不过文化素质不高、职业技能素养较低等现象仍存在。有调查显示来沪务工人员中拥有职业教育学历者仅占11.3%，参加过各类职业技能培训着也仅有13%。他们掌握岗位技能所需时间平均需要4.6个月。其中，建筑业岗位技能所需时间最长，为6.6个月。
部分外来人员进城务工带有很大盲目性，未经过一定的生产技能与安全教育，故外来务工人员中的部分往往较难适应现代城市的工作和生活。随外来青年与在沪“农二代”数量不断增加，他们的学历、年龄、社会经验都不足，却比上一代人对工作报酬和辛劳程度、工作环境等更加在意，不容易找到满意工作，为了快速获得丰厚收入，容易走上歧途。
亦有部分外来人员虽然过着早出晚归的拾荒生活，但仍因为他们在这座城市能过上比在家乡更好的生活而不愿离开上海。

## 治安问题
外来人口的涌入使得上海的社会治安问题日趋严重。1997年至2000年间，上海市外来人口犯罪基本稳定在每年600人内，而2001年至2002年猛增至697人，增长率达18.29%，到2004年外来人口犯罪人数突破1000人，2006年达到1971人，为10年前外来人口犯罪人数的4倍。犯罪人员以初中文化程度以下的低学历者及无业人员为主。
一般统计数据显示，上海的犯罪案件中，70%以上为外来人口所为。以浦东新区为例，2011年至2013年上半年，浦东新区公安机关共抓获各类犯罪嫌疑人员1.5万人，其中外地来沪人员1.1万人，占总数的73.3%；2013年1月至6月，浦东公安分局刑事拘留对象中，外地来沪人员的比重高达近80%。
近年，非沪籍未成年人犯罪比例持亦续走高，2014年，近90%未成年人犯罪为外地来沪青少年所为，远高于全国城市平均。
据悉，上海少管所中85%为外来务工人员子女。在外来未成年人犯罪中，侵财性犯罪，如盗窃、抢劫、抢夺等占多数，主要动机多为获得财物以供自身挥霍。未成年人易冲动，为口角之争或小摩擦采取暴力手段，或给社会造成严重危害。外来未成年人罪犯的流动性大、无户籍、无固定居住地亦为一棘手问题。

### 犯罪案件
- 魏广秀敲头抢劫案：1997年3月至4月间，上海市杨浦区、宝山区先后发生13起敲头抢劫案，导致2人死亡、6人重伤、6人轻伤，后经警方查实主凶系安徽籍来沪男子魏广秀。此案发生后在上海社会乃至全中国大陆广受热议。1997年5月29日，上海市第二中级人民法院一审宣判魏广秀死刑，6月13日被处决[82]。

- 2011年团伙毁坏文物案：2011年，两名安徽来沪人员合伙盗取拥有百余年历史的位于上海市奉贤区的第三次全国文物普查不可移动文物丰乐桥[83]，造成了无法估量的文物损失价值。[84]

- 2015年酒吧聚众砍人案：2015年3月29日，数十名安徽来沪人员在浦东（原南汇区）惠南镇一酒吧进行聚众斗殴，造成2人死亡多人受伤，现场场面血腥，斗殴者之后还殴打了进行救治的医院工作人员。[85][86]

- 2015年人民广场砍人案：2015年4月17日，一名张姓的安徽籍来沪人员在上海人民广场附近的西藏中路当街行凶砍人，造成两人受伤，最终罪犯被上海警方和路过的外国男子联合制服，在此过程中一名上海籍辅警身受重伤。[87][88]

- 杨佳袭警案：2008年7月1日在上海市公安局闸北分局内发生的，导致六名警员死亡、四名警员和一名保安人员受伤的重大袭警刑事案件。杨佳在犯案后被楼内民警制服并逮捕，案件在经过上海市第二中级人民法院和上海市高级人民法院的一审和二审后，判决杨佳死刑，并在最高人民法院核准后执行[89]。

- 双阳路交通肇事逃逸案：2015年2月22日，名为赵琴的甘肃来沪人员在双阳路进行“碰瓷”，并把正常骑行助动车的上海人范女士撞倒，导致范女士重伤并于44天后身亡，在范女士抢救期间，赵琴不仅对受害人表现冷漠还借机逃回老家，并一直拒绝前往上海处理事件[90]。最终，罪犯一审被判处一年九个月有期徒刑[91]。

- 浦东机场爆炸袭击事件：2016年6月12日下午14:26左右发生在中国上海市浦东国际机场T2航站楼。贵州人周兴柏引爆了用啤酒瓶自制的爆炸物，并以匕首划伤自己的颈部。案件共造成四名游客受轻伤，罪犯本人受到重伤；机场内部分航班延误[92][93]。

- 世外小学砍人事件：2018年6月28日上午11时31分，上海市公安局徐汇公安分局接110报警，称浦北路近桂林西街人行道附近，有一名男子持菜刀砍伤三名男童及一名女性家长，事件共造成2名学童死亡，另有2人受伤[94]。經檢方審查，犯罪嫌疑人黃一川，男性，湖南省邵陽市人，苗族，1989年出生（29歲），無業[95]，曾是湖南科大建筑学院07级學生[94]。據其交代，他在多地長期就業不順後[95]，於2018年6月6日乘坐动车从广州來到上海，因為生活無着產生報復社會念頭，進而行兇[96]。

## 婚姻问题
相当一部分与外地妻子的婚姻基础不牢，婚姻具有功利性、草率性。上海市妇联相关负责人表示，经调研，来沪常住女性在社会融入中存在一定的障碍。这主要表现在，首先，相当一部分家庭存在夫妻双方未在业、一方未在业另一方从事家政打零工的情况，这部分人群的就业不稳定，容易导致家庭整体失业，形成新的城市贫困群体，对城市的平衡与和谐发展造成影响。其次，这些女性的素质能力与择业观念一定程度上也造成了就业供需的结构性失调，部分人由于需要承担照顾子女、照顾家庭的责任，婚后不得不放弃工作，这在客观上限制了其充分就业。第三，她们因为与本地居民有着不同的文化背景、价值观念和情感归属，因此难以实现沟通和彼此认同，从而影响到其城市生活的融入。第四，新生代来沪常住女性在身份认同上存在困境。年轻的她们谋求自我发展和价值追求，留在城市生活的主观意愿更为强烈，不愿意也未必能回到家乡生活，但由于经济地位、生活方式、以及人际交往范围制约，未必能实现在城市“扎根”，导致部分人陷入自身身份确认的双重困境。

## 管理问题
|  |

|  |

部分上海外来人口专业技能缺乏，其中，农民工占上海外来人口约80%的比重。2014年的统计数据显示，外地来沪人员中，学历初中及以下的比重占到75%，拥有大专及以上学历的不足10%，在上海约1100万外来人口中，持有《上海市居住证》的比例不足10%，持有《上海市临时居住证》的约占40%，未办理居住证的盲流占到50%，40%以上的外来人口就业情况不明确，从事“灰色职业”的现象比较明显，“无照经营”和“群租”等违法问题也较为突出。80后的上海外来人口素质，虽然比“80前”外来人口素质有所提高，但初中学历仍然比例最高，占到40%以上，初中与高中学历合计占到80后外来人口的70%以上。
尽管上海采取了一系列控制人口过快增长的措施，人口增速有所趋缓，但是绝对数量仍然大幅增加，对城市健康运行和持续发展造成巨大压力。人口规模控制工作面临多重阻力。一是人口管理体制不顺，多方合力尚未形成。二是“GDP思维”下“以业控人”推进力度不足。三是相关政策不到位，“以房控人”政策力度不够。
此外，中心城区人口过度集聚与郊区农村过于分散的矛盾，流动人口超生现象严重、出生性别比严重偏高等原因也导致上海人口压力日益加剧。

## 群体间对立

### 相关调查
于2015年6月发布的《沪城市跨文化交际能力现状调查报告》显示，大部分上海市民对于上海人口构成日益多元化持较为正面的看法，不过仍有超过6成的本地居民认为应提高外来人员的“门槛”。

### 上海话报站
上海公交系统于2011年12月起在部分公交线路试点实施上海话报站。支持者认为此为特色服务，希望这一举措能让更多人有一种文化认同感，而反对者则认为上海话报站缺少实用性、占用公共交通的语音资源、会让乘客觉得太嘈杂、是一种变相排外行为。
上海地铁副总裁邵伟中在接受采访时表示受外来人口反对影响，上海地铁很难在短时间内推广上海话报站。但据测试发现，上海地铁完全有更充分的条件实行上海话报站。
另一方面，如广州、香港等存在本地话的城市里，当地都有均采取积极措施，提供合理空间，推广当地方言使用，在城市地铁，除了普通话和英语外，均已经设置本地话（粤语、闽南语和客家语）报站，效果也都良好。因此，有上海市政协委员沈建华建议轨交报站增加上海话，莫让上海方言枯萎。
2013年12月30日，上海轨道交通16号线（罗山路~滴水湖段）正式开通，其列车报站正式采用普通话、上海话、英语的“三语”报站，是上海地铁第一次采用上海方言报站。

### “圆润离开”事件
2009年12月23日，上海东方广播电台动感101《音乐早餐》主持人阚晓君（主持名：晓君）用上海方言和主持人周璐玺（主持名：小畅）聊天，收到一位外地听众所谓“求你们不要说上海话了，我讨厌你们上海人”的言论，阚晓君在直播节目中做出回应：“我就觉得，首先，请你以一种，团成一个团的姿势，然后，慢慢地比较圆润的方式，离开这座让你讨厌的城市，或者离开你讨厌的人的周围。”这种委婉道出“滚”的事件引发了广泛的社会争议。
事件发生后，《音乐早餐》节目的论坛置顶标明“勿再讨论主持人事件”，当期节目的在线版本也被下线。此事件引起网民热议，网民认为，作为个体，主持人不喜欢这条短信，他有叫发信人以“团成一团”的方式离开上海的权利，但主持人公器私用、以电台渠道发个人言论的方式是不对的。主持人事后也对此事做出了道歉，但依然有网友认为其道歉没有诚意而不接受，也有网友认为其“团成一团”的反击没有错而对道歉行为难以接受。另外，有上海网民认为阚晓君的行为是基于其不尊重上海人和上海文化的行为，故阚晓君反击是对的。

### 土豆周末秀
2014年8月，土豆周末秀在其官方新浪微博发布名为“令人遗憾小偷行窃无人管”的视频，并配以“面对偷包贼：东北战斗型怒吼‘你嘎哈玩意儿呢’，上海斯文型默念‘Zzzz...’。地球男人种类多，你城市的是哪样？”以及微博话题“#上海斯文男沉默反击偷包贼#”。之前土豆周末秀曾经在优酷网上发布“东北纯爷们秒杀小毛贼”视频，土豆周末秀微博将长春和上海街头路人对小偷行为的反应进行对比，示意上海路人冷漠无情。此事最后由上海市公安局官方新浪微博出面予以澄清，表示已经接到众多市民报警，并表示“出手相助这事儿，各地习惯不同，动动手指不受伤又能抓贼，兴许上海市民觉得更方便”。

### 占海特事件
占海特事件是一起发生于2012年下半年的教育争议事件。当时就读上海市新竹园中学的非上海户籍初中生占海特因戶籍而無法就讀上海的普通高中，占海特認為此規定妨碍了她的个人權利。在事件中，双方围绕中国高考政策等情况发生激烈的争论